# ناثانيل ماير
ناثانيل ماير (بالإنجليزية: Nathaniel Mayer)‏ هو منشد وكاتب أغاني ومغني وموسيقي أمريكي، ولد في 10 فبراير 1944 في ديترويت في الولايات المتحدة، وتوفي بنفس المكان في 1 نوفمبر 2008 بسبب الأمراض الدماغية الوعائية.

## وصلات خارجية
- ناثانيل ماير على موقع ميوزك برينز (الإنجليزية)
- ناثانيل ماير على موقع أول ميوزيك (الإنجليزية)
- ناثانيل ماير على موقع ديسكوغز (الإنجليزية)